# Kolejowa wieża ciśnień w Olsztynku
Kolejowa wieża ciśnień w Olsztynku – wieża wodna znajdująca się w Olsztynku przy ulicy Kolejowej, użytkowana w przeszłości przez PKP. Została wybudowana w 1935 roku. Od 1992 jest wpisana do Rejestru Zabytków.